# Vitor Baptista

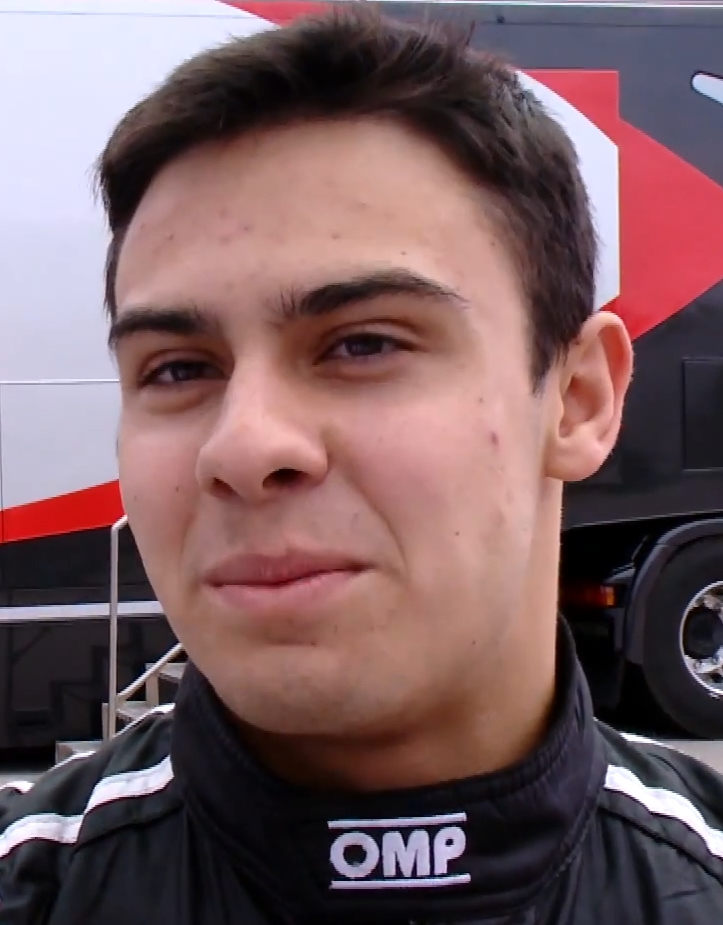
2015

Vitor Baptista (São Paulo, 20 maart 1998) is een Braziliaans autocoureur.

## Carrière

### Karting
Baptista kende een succesvolle periode in het karting in zijn thuisland Brazilië. In 2011 en 2012 won hij de Super Kart Brazil Junior en in 2011 eindigde hij ook als tweede in de juniorklasse van het Braziliaanse kartkampioenschap. In 2012 werd hij zevende in de CIK-FIA KF3 World Cup.

### Formule 3
Baptista maakte zijn debuut in het formuleracing in 2014 in de B-klasse van het Braziliaanse Formule 3-kampioenschap voor het team Césario F3. Hij won dit kampioenschap overtuigend met 207 punten, 92 meer dan landgenoot Matheus Leist, en dertien overwinningen in de klasse, waarvan hij in drie races ook de gehele race wist te winnen.
In 2015 ging Baptista in Europa rijden om deel te nemen aan de Euroformula Open voor het team RP Motorsport. Nadat Konstantin Tereshchenko het grootste deel van het seizoen aan de leiding stond in het kampioenschap, wist Baptista tijdens het laatste raceweekend op het Circuit de Barcelona-Catalunya met vijf punten verschil de titel te behalen, met overwinningen op het Circuit Paul Ricard, het Autódromo do Estoril, de Red Bull Ring, Spa-Francorchamps (tweemaal) en het Autodromo Nazionale Monza. Tevens werd hij achter Tereshchenko tweede in het Spaanse Formule 3-kampioenschap, dat tegelijk met de Euroformula Open werd gehouden op het Circuito Permanente de Jerez, op Estoril en in Barcelona.

### Formule V8 3.5
In 2016 blijft Baptista rijden voor RP Motorsport, dat haar debuut maakt in de Formule V8 3.5. Hij wordt hier de teamgenoot van Johnny Cecotto jr. Met een vierde plaats op Spa-Francorchamps als beste resultaat werd hij twaalfde in de eindstand met 51 punten.